# مجموعة تطوير سياسة الطاقة الوطنية
فرقة عمل الطاقة (بالإنجليزية: Energy Task Force)‏ أو رسميًا مجموعة تطوير سياسة الطاقة الوطنية كانت مجموعة عمل أقامها الرئيس الأمريكي جورج دبليو بوش في 2001 أثناء أسبوعه الثاني في المنصب. ترأس نائب الرئيس ديك تشيني إدارة المجموعة. كان هدف المجموعة «تطوير سياسة طاقة وطنية مصممة لمساعدة القطاع الخاص، وعلى نحو ضروري ومناسب، تطوير الحكومات المحلية، وحكومة الدولة، ودعم إنتاج وتوزيع للطاقة في المستقبل، مع كون هذا الإنتاج والتوزيع يعتمد عليه، ويمكن تحمل تكلفته، وسليم بيئيًا».
فريق بوش الاستشاري الانتقالي شكَّل سياسة إدارة الطاقة المبنية على جانب الإمداد، وكان سابقًا لمجموعة عمل الطاقة. في منتصف مايو، 2001، قدمت فرقة العمل تقريرها الأخير.

## خلفية
في قمة حول الطاقة الوطنية في 19 مارس 2001، أفاد وزير الطاقة الأمريكي سبنسر ابراهام أن أمريكا ستواجه أزمة إمداد بالطاقة في العشرين عامًا القادمة. ورأى أنه إن لم تكن أمريكا مستعدة على النحو المناسب لهذه المتطلبات، فإن أسس ازدهار البلد ستهدد، وستتغير حياة مواطنيها.
ضمت الفرقة نائب الرئيس ديك تشيني ووزراء الخارجية، والمالية، والداخلية، والزراعة، والتجارة، والنقل، والطاقة، بالإضافة إلى أعضاء كبار على المستوى الإداري في الحكومة. ووفقًا لمكتب المحاسبة العام الأمريكي، عقد هؤلاء الأعضاء عشر اجتماعات - خلال ثلاثة أشهر ونصف الشهر - مع ممثلين وأعضاء لوبيات في صناعات النفط، والفحم، والغاز الطبيعي، والكهرباء. لا اجتماع من هذه الاجتماعات كان متاحًا أمام العامة، ولم يضم أي منها مشاركًا غير فيدرالي. كانت المرحلة الأولى من المشروع تقضي بإعلام الرئيس بمشاكل إمدادات الطاقة الحالية والتغييرات اللازمة للسياسة الاقتصادية. اكتمل هذا العمل في 19 مارس، 2001. المرحلة الثانية، تقديم سياسة الطاقة الوطنية اكتملت في 16 مايو 2001.
أفاد مكتب المحاسبة العام الأمريكي أن «تقرير سياسة الطاقة الوطنية كان نتاج عملية مركزة، ومن القمة إلى القاع، وقصيرة المدة، وتكلفت عملًا كثيرًا شارك فيه عدة مئات من الموظفين الفيدراليين في كامل النطاق الحكومي». وهذا عنى أن المسؤولين الحكوميين كانت لهم سلطة تطوير التقرير، بينما قامت المجموعات العاملة بتقديم تقارير للمسؤولين الحكوميين.

## سياسة الطاقة الوطنية
أكملت مجموعة تطوير سياسة الطاقة الوطنية تقريرها في بداية 2001. صدر التقرير في 169 صفحة، وأصدر في 17 مايو، 2001، وحمل اسم سياسة الطاقة الوطنية.
تضمنت السياسة المقترحة أهمية كفاءة الطاقة والحفاظ عليها. وأشير إلى أن استخدام الطاقة بحكمة هو التحدي الأول الذي تواجهه الأمة، إذ أن هذا سيقلل العبء على «ماليتنا والبيئة». والتحدي الثاني كان الإصلاح والإضافة إلى معامل التككرير، والأنابيب، والمولدات، وخطوط النقل. وجاء في التقرير أن تكرير الغاز الطبيعي وتوزيعه تأثرا بالبنية التحتية غير الفعالة وغير المناسبة، وأن هذا الأمر يمكن إصلاحه عبر 38,000 ميل من الأنابيب الجديدة، و225,000 ميل من خطوط النقل. التحدي الثالث كان «زيادة إمدادات الطاقة مع الحفاظ على البيئة». قال التقرير أنه مع أن الطاقة المتجددة هي أمل للمستقبل، فإنه ستمضي سنوات عديدة لتصبح هذه الطاقة كافية لاحتياجات الأمة الحالية، ولهذا يجب توفير المتطلبات باستخدام الوسائل الحالية.